# David Monreal Ávila
David Monreal Ávila (Fresnillo, Zacatecas; 27 de marzo de 1966) es un abogado y político mexicano, miembro del partido Morena. Desde el 12 de septiembre de 2021 se desempeña como gobernador de Zacatecas.
Es licenciado en Derecho, egresado de la Universidad Autónoma de Zacatecas, tiene  experiencia en el sector público y amplia participación desde mediados de los años ochenta en la administración pública municipal, estatal y federal, así como en la iniciativa privada. Es hermano del exgobernador de Zacatecas y actual Diputado y Presidente de la Junta de Coordinación Política de la Cámara de Diputados, Ricardo Monreal Ávila, y de Saúl Monreal Ávila, actual Senador de la República, por mayoría relativa de Zacatecas.
Ha sido presidente municipal de Fresnillo, Senador de la República en las LXII y LXIII Legislaturas del Congreso de la Unión y más recientemente Coordinador General de Ganadería de la Secretaría de Agricultura y Desarrollo Rural del Gobierno de México.

## Cargos de elección popular

### Presidente Municipal de Fresnillo
En 2007 fue electo Presidente Municipal del Ayuntamiento de Fresnillo, Zacatecas, en las elecciones estatales de ese año, las que ganó postulado por el Partido del Trabajo (PT). Rindió protesta como primer edil el 15 de septiembre de 2007. 

### Senador de la República
En 2012 fue electo Senador de la República de Primera Minoría por el Estado de Zacatecas, postulado por la Coalición Movimiento Progresista, integrada por el Partido de la Revolución Democrática (PRD), Partido del Trabajo (PT) y Movimiento Ciudadano (MC). 
Durante la LXII Legislatura y parte de la LXIII, presidió la Comisión Jurisdiccional e integró las Comisiones Legislativas de Administración, Distrito Federal, Justicia y Gobernación.
Fungió como Secretario de la Mesa Directiva de la Comisión Permanente durante el segundo receso del segundo año de ejercicio y en el primer receso del tercer año de ejercicio de la LXIII  Legislatura. Asimismo, se desempeñó como Vicepresidente de la Mesa Directiva de la Cámara de Senadores durante el tercer año de ejercicio de la LXIII  Legislatura y de la Mesa Directiva de la Comisión Permanente en el segundo receso del tercer año de ejercicio de la misma Legislatura.
Su trabajo legislativo en la Cámara Alta ascendió a 162 iniciativas de ley promovidas, 27 suscritas, 554 puntos de acuerdo presentados y 249 intervenciones en tribuna.
Solicitó licencia para separarse de su encargo el 26 de febrero de 2016 para buscar la Gubernatura de Zacatecas, postulado por el Movimiento Regeneración Nacional (Morena),  cargo que no obtuvo en esa ocasión. Tras la derrota en las elecciones estatales de 2016 se reincorporó al trabajo legislativo el 18 de agosto de ese año.

### Gobernador de Zacatecas
Compitió por la Gubernatura de Zacatecas en tres ocasiones: la primera en las elecciones estatales de 2010, cuando compitió como abanderado del PT. Ocupó la cuarta posición de entre los candidatos con apenas el 13.59% de los votos. 
Se presentó al cargo por segunda ocasión en 2016 pero ahora como abanderado de Morena, en esa ocasión ocupó el segundo lugar con el 28.10% de los votos. 
En las elecciones estatales de 2021 volvió a presentarse a la Gubernatura del Estado, al frente de la Coalición Juntos Haremos Historia en Zacatecas, integrada por el Movimiento Regeneración Nacional, el Partido del Trabajo, Partido Verde Ecologista de México y Partido Nueva Alianza, alcanzando el triunfo con el 49.33% de los votos. 
Fue declarado Gobernador electo en sesión solemne del Congreso del Estado de Zacatecas el 13 de agosto de 2021.

## En el Gobierno Federal
En diciembre de 2018 fue designado por el presidente de México, Andrés Manuel López Obrador como Coordinador General de Ganadería de la Secretaría de Agricultura y Desarrollo Rural del Gobierno de México, cargo al que renunció el 30 de agosto de 2020.

## Otras actividades
En 1989, fungió como Secretario Particular del Presidente Municipal del Ayuntamiento de Zacatecas, Javier Suárez del Real. Más adelante, migra a la Administración Estatal como Secretario Adjunto de la Secretaría General de Gobierno del Estado de Zacatecas.
En 1992, se muda al entonces Distrito Federal para colaborar en el Senado de la República como Director Proyectista. Posteriormente, en 1998 se convierte en asesor parlamentario en la Cámara de Diputados.
En 1998, retorna a su natal Zacatecas para convertirse en Coordinador y Representante de la Campaña para Gobernador de su hermano Ricardo Monreal Ávila quien resulta electo Gobernador Constitucional del Estado.
Inicia su paso por la iniciativa privada, hasta que en 2004 es invitado por la candidata al Gobierno del Estado de Zacatecas, Amalia García Medina para encargarse de la Coordinación de la Elección de Gobernador en Fresnillo, Zacatecas.
Comenzó a formar parte de la dirigencia estatal del Partido del Trabajo desde 2010. Es miembro fundador del Movimiento Regeneración Nacional desde 2014.

## Polémicas

### Acusaciones de misoginia
El 17 de abril de 2021 se difundió un video del candidato a la gubernatura por la coalición Juntos Hacemos Historia, David Monreal Ávila con el cantante Marco Flores, donde expresó «¡Arriba las pinches viejas!» causando polémica y siendo acusado de misoginia.

### Tocamientos
El 20 de abril de 2021 se difundió un video en donde se le ve tocando con su mano derecha los glúteos de la maestra María del Rocío Moreno Sánchez, candidata a la presidencia municipal de Juchipila. En la mañana del 21 de abril de 2021 en entrevista con Ciro Gómez Leyva, aseguró que el video era falso y acusó que fue manipulado por la magia de la tecnología y posteriormente afirmó que seguramente sacan de contexto, en todo caso pudo haber sido un roce involuntario.